# JGR-Klasse 1020
Die Klasse 1020, ab 1928 als ED12 bezeichnet, war eine Güterzuglokomotive der Japanese Government Railways (JGR) mit Tatzlager-Antrieb. Die beiden Lokomotiven wurden 1949 an die Seibu Tetsudō abgegeben, wo sie bis in die 1980er-Jahre genutzt wurden.

## Geschichte

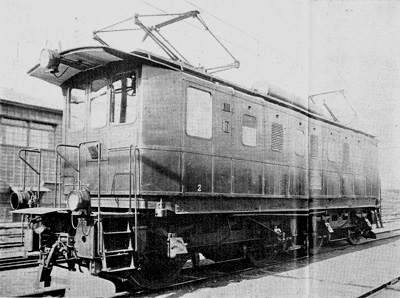
ED12 im Ursprungszustand ohne zusätzliche Fenster in den Ecken

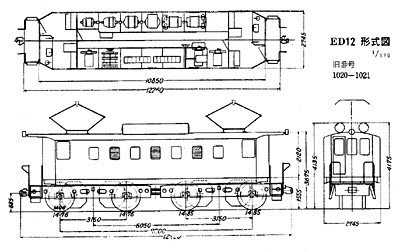
Typenzeichnung der ED12

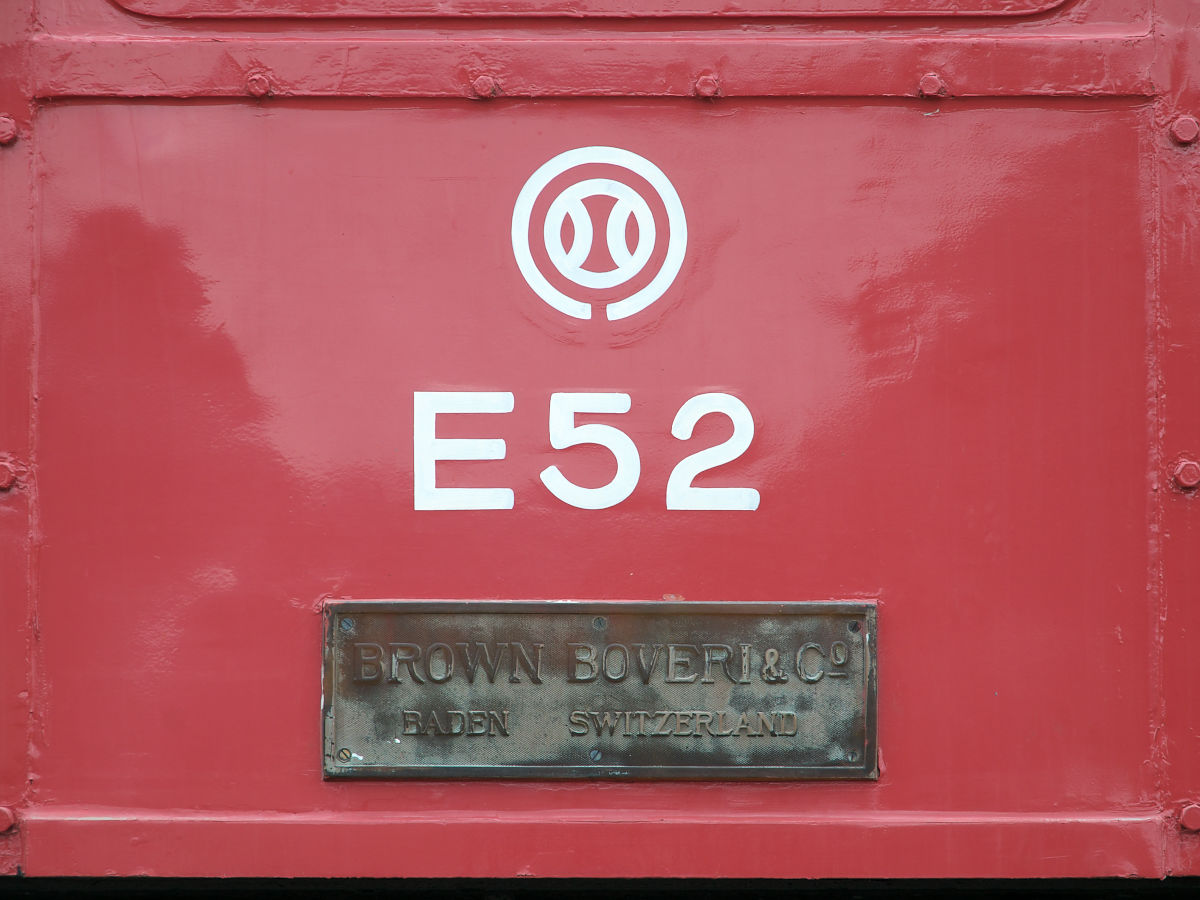
Detail der Loknummer mit BBC-Firmenschild

Bis in die 1930er-Jahre importierte Japan alle Lokomotiven aus westlichen Ländern. Neben Lokomotiven von amerikanischen und britischen Herstellern wurden auch solche aus der Schweiz importiert. Es waren dies die beiden Schnellzuglokomotiven der Klasse 7000 und die beiden Güterzuglokomotiven der Klasse 1020. Der mechanische Teil der Lokomotiven der Klasse 1020 wurde bei der Schweizerischen Lokomotiv- und Maschinenfabrik, Winterthur (SLM) und der Schweizerischen Wagons- und Aufzügefabrik, Schlieren (SWS) hergestellt, der elektrische Teil stammt von BBC in Baden (BBC). Die genaue Arbeitsteilung zwischen den drei Lieferanten bleibt unklar. Aus den Archiven belegt sind die Bestellnummer 744 im Jahre 1924 bei SWS und die BBC-Fabriknummern 913 und 914/1923. Fabriknummern für zwei BB-Lokomotiven finden sich bei SLM aber nicht. Dazu ist aber anzumerken, dass SLM für Drehgestell-Zulieferungen keine Fabriknummern vergab.

## Einsatz
Die Lokomotiven waren zusammen mit den Lokomotiven der Klassen ED10 und ED13 auf der Tōkaidō-Hauptlinie eingesetzt. Die ED12 hatte gegenüber der ED10 eine größere Zugkraft. Während die ED10 nur 80 kN Dauerzugkraft hatte, wurde für die ED10 eine solche von 100 kN festgelegt.
In den 1930er Jahren begann die japanische Industrie eigene Lokomotiven in größeren Stückzahlen zu bauen, sodass die ED 12-1 in November 1948 und die ED 12-2 im Januar 1949 von der JGR ausgemustert wurden.
Beide Lokomotiven gingen an die Seibu Tetsudō, wo sie die Nr. 51 und 52, später E51 und E52 erhielten. Um die Achsfahrmasse für den Einsatz bei der Bahn anzupassen, wurden die Fahrmotorlüfter entfernt und ein kleinerer Kompressor eingebaut. Der Umbau hatte wegen der fehlenden Kühlung eine wesentliche Leistungseinbusse zur Folge. Weiter wurde im verjüngten Teil des Führerstandes ein zusätzliches Fenster eingebaut, um die Sicht des Triebfahrzeugführers in den Ecken zu verbessern.
Die Lokomotiven waren bis zur Einstellung des Güterverkehrs zusammen mit den ebenfalls übernommenen Lokomotiven der Baureihen ED10 und ED11 vor Güterzügen im Einsatz und wurden später noch für Bauzüge und den Transport von neuen Fahrzeugen eingesetzt.
Die E51 wurde wegen einer schadhaften Achse im Jahre 1976 verschrottet, die E52 wurde nach Ablieferung der E31 nicht mehr benötigt und altershalber im Jahre 1987 abgestellt. Sie ist als lauffähiges Ausstellungsstück in der Unterhaltswerkstatt Yokoze erhalten.

## Technik
Der Lokomotivkasten ruht auf zwei Drehgestellen mit Plattenrahmen. Die Zentralkupplung ist direkt an den Drehgestell angebracht und diese mit einer Kurzkupplung miteinander verbunden, sodass keine Traktionskräfte durch den Lokomotivkasten aufgenommen werden.
Die Triebräder haben einen ungewöhnlich großen Durchmesser von 1400 mm. Dies kommt von der ebenfalls wenig üblichen Bauart des Tatzlager-Antriebs mit Ritzel an beiden Motorenden, was wiederum einen bei nur 1067 mm Spurweite sehr kurzen Motor mit großem Durchmesser zur Folge hat. Durch die beiden Großräder auf der Triebachse wird das Torsionsmoment gegenüber der üblichen Anordnung mit nur einem Großrad auf der Achse reduziert. Die Anordnung ist aber heikel bezüglich der genauen Ausrichtung der Verzahnung der beiden Getriebe zueinander. Wenn diese nicht stimmen sollte, werden dauerhafte Verspannungen in das System eingebracht.
Der Kasten wird durch abnehmbaren Hauben über dem Maschinenraum und den beiden Endführerständen gebildet. Vor jedem Führerstand befand sich eine kleine überdachte Plattform mit der Möglichkeit für den Übergang zum benachbarten Personenwagen. Der Führerstand ist durch eine Türe in der Beimannseite der Stirnfront zugänglich. Der Fahrschalter ist in Fahrtrichtung auf der linken Seite angeordnet.
Auf dem Dach sind zwei Stromabnehmer vom Typ PS 5 sowie der Hauptluftbehälter angeordnet. Obschon die Stromabnehmer jeweils nur eine Schleifleiste trugen, war für den Betrieb nur ein gehobener Stromabnehmer nötig.
Im Lokomotivkasten ist auf einer Seite des Mittelganges die Umformergruppe angebracht, deren Motor auf demselben Wellenstrang auch die Lüfter für die elektrische Ausrüstung antreibt. Die Lederkupplungen im Wellenstrang waren wartungsintensiv und verursachten Störungen, wenn der Wellenstrang nicht genau ausgerichtet war. Auf der anderen Seite des Ganges ist das Nockenschaltwerk und der Anfahrwiderstand untergebracht.